# 布雷肯里奇鎮區 (明尼蘇達州威爾金縣)
布雷肯里奇鎮區（英語：Breckenridge Township）是位於美國明尼蘇達州威爾金縣的一個行政鎮區。

## 歷史
布雷肯里奇鎮區於1857年設立，得名自律師、政治家、軍人、美國副總統約翰·卡貝爾·布雷肯里奇（John Cabell Breckinridge）。

## 地方資料
布雷肯里奇鎮區的面積為54.63平方千米，當中陸地面積為54.29平方千米，而水域面積為0.34平方千米。根據2020年美國人口普查的數據，當地共有人口215人，而人口密度為每平方千米3.94人。